# 쿠디마강
쿠디마강(러시아어: Кудьма)은 러시아 니즈니노브고로드주를 흐르는 강이름이고, 볼가강의 지류이기도 하다. 면적는 144 km, 수역길이는 2200 km2이다.